# شميلة (القبيطة)

تعديل مصدري - تعديل

شميلة هي إحدى قرى عزلة الهجر هدلان بمديرية القبيطة التابعة لمحافظة لحج، بلغ تعداد سكانها 164 نسمة حسب تعداد اليمن لعام 2004.